# لينارت ليونغ
لينارت ليونغ (بالسويدية: Lennart Ljung)‏ هو مهندس سويدي، ولد في 13 سبتمبر 1946 في مالمو في السويد.